# أكويتانيا
أكويتانيا عبارة عن مبنى سكني تعاوني فاخر مكون من 82 وحدة في حي Margate Park في مجتمع أبتاون في شيكاغو، إلينوي. تم تعيينه رسميًا في السجل الوطني للأماكن التاريخية من قبل وزارة الداخلية الأمريكية.
تم بناء أكويتانيا ، المعروفة قانونيًا باسم شركة نورث مارين درايف 5000 ، من قبل رالف سي هاريس وبيرون ه. جيلسون على طراز الإحياء الكلاسيكي. كان مطورها جورج ك. سبور، المؤسس المشارك لاستوديوهات إيساني ومنتج الأفلام الصامتة خلال العقدين الأولين من القرن العشرين.في ذلك الوقت، تنافست شيكاغو على كل من مدينة نيويورك وهوليوود في الإنتاج السينمائي، وتمكن سبور من استخدام ثروته الكبيرة لتخطيط وتطوير عقار، والذي شعر أنه يليق بالمشاهير المرتبطين بصناعة الترفيه المتنامية في شيكاغو. أسطورة, الذي يزعم أن استوديوهات إساناي الجهات الفاعلة تشارلي تشابلان وغلوريا سوانسون مرة واحدة يقيم في أكويتانيا، من المرجح أن لا أساس له من الصحة.لا يعكس عدم دقته الوقائعية المحتملة أكثر من تقاليد الفيلم لأن جميع الأفلام الصامتة تركتاستوديوهات إساناي في شيكاغو لجنوب كاليفورنيا بحلول عام 1918 على أبعد تقدير ، ولم يتم بناء أكويتانيا حتى عام 1923 ، على الرغم من وجود روايات تاريخية لكلا من نجوم عصر السينما الصامتة الإقامة كضيوف في ستريملاين مودرن عندما كان فندقًا في أيامه الأولى.
عندما تم بناء أكويتانيا ، كان يقع مباشرة على شاطئ بحيرة ميشيغان ؛ أدى التطوير اللاحق لكل من ليك شور درايف والحديقة المطلة على البحيرة إلى تحريك الشاطئ على بعد كتلتين من الأبنية شرق المبنى. يحتوي المبنى المكون من خمسة عشر طابقًا على ساحة فناء ولوبي على أسلوب ستريملاين مودرن. اكتمل البناء في عام 1923 ، وأصبحت جمعية تعاونية في عام 1949.

## روابط خارجية
- National Register of Historic Places Cook County
- 5000 N Marine Drive Corporation